# L'Émigrant amateur
Pour les articles homonymes, voir L'Émigrant (homonymie).
L'Émigrant amateur (The Amateur Emigrant) est un récit de voyage de Robert Louis Stevenson retraçant son périple vers la Californie réalisé en 1879.
L'ouvrage se compose de deux parties :
- De la Clyde à Sandy Hook (From The Clyde to Sandy Hook)
- À travers les Plaines (Accross the Plains)

## Synopsis
Le 7 août 1879, Stevenson embarque à Glasgow à bord du Devonia, un bateau à vapeur en partance pour New York. Il effectue le voyage en seconde classe, parmi les émigrants vers l'Amérique.

## Commentaire
La première partie de L'Émigrant amateur ne parut qu'en 1895, un an après la mort de son auteur, et dans une version abrégée par Stevenson lui-même l'année précédente, ainsi que par son ami et mentor Sydney Colvin, qui souhaitait faire paraître le texte dans l'Edinburgh Edition, alors en préparation.
La crudité des descriptions avait énormément choqué en 1880 ses amis du milieu littéraire ainsi que sa famille. Son père, Thomas Stevenson, racheta d'ailleurs à  l'époque tous les exemplaires imprimés, considérant que la qualité de l'œuvre portait ombrage au talent de son fils.

## Sources
- Robert Louis Stevenson (trad. de l'anglais), La Route de Silverado, Paris, Phébus, coll. « Libretto », 2000, 509 p. (ISBN 2-85940-689-1), recueil de la correspondance et des textes de Stevenson durant son voyage et son séjour en Californie.